# Café Society (film, 2016)
Café Society je americké komediální a romantické filmové drama z roku 2016, napsané a režírované Woodym Allenem, který děj doprovodil v roli vypravěče.
Hlavní postavy v příběhu z 30. let dvacátého století ztvárnili Jesse Eisenberg jako Newyorčan Bobby Dorfman, který se po příjezdu do Hollywoodu zamiluje do sekretářky Vonnie v podání Kristen Stewartové. Jejího zaměstnavatele – hereckého agenta Philla, a zároveň Bobbyho strýce, si zahrál Steve Carell.

## Děj
Bobby Dorfman (Jesse Eisenberg) je nejmladším synem newyorské židovské rodiny z Bronxu na pozadí 30. let dvacátého století. Starší sestra Evelyn se provdala za učitele a ze staršího bratra Bena se stal profesionální gangster. Nespokojen s prací v otcově klenotnické dílně se rozhoduje vydat do Hollywoodu, kde se strýc Phil (Steve Carell) prosadil jako filmový agent a vyhledávač hereckých talentů. Získává však u něj pouze podřadné místo poslíčka.
Strýcova sekretářka Veronica, zvaná Vonnie (Kristen Stewartová), při seznamování hollywoodských zákoutí Bobbyho uhrane zejména svým životním stylem neprahnoucím po slávě, jak je to běžné u dívek přijíždějících do filmové „továrny na sny“. Dívka však jeho návrhy odmítá, protože má za přítele novináře Douga. Ve skutečnosti udržuje tajný poměr se strýcem Philem, který jí slibuje rozvod a společný život.
Při jednoročním, papírovém výročí vztahu předává Philovi dárek, dopis psaný a signovaný Rudolphem Valentinem. Ženatý muž má však z podvádění výčitky svědomí a románek ukončuje. Vonnie se tak zcela poddává idealistickému Bobbymu.
Phil po čase synovci sděluje, že se přece jen rozhodl pro rozvod kvůli jisté dívce bez níž nemůže žít, ačkoli se s ní rozešel. Aniž Bobby tuší, že se hovoří o Vonnie, strýce ujišťuje, že opuštěná manželka rozchod zvládne. Sám zmiňuje svou zamilovanost s jeho bývalou sekretářkou, úmysl oženit se a vrátit se do New Yorku. Překvapený Phil tak navštěvuje Vonnie, která pracuje jako šatnářka. Naléhá, aby opustila synovce a provdala se za něho.
Během rozhovoru ve Philově kanceláři si Bobby všimne zarámovaného dopisu, jenž strýc obdržel jako dárek od své mladé lásky. Dochází mu, že darující osobou byla Vonnie, kterou následně postaví před rozhodnutí výběru ze dvou soků. Dívka volí jistotu luxusního života s bohatým postarším agentem.

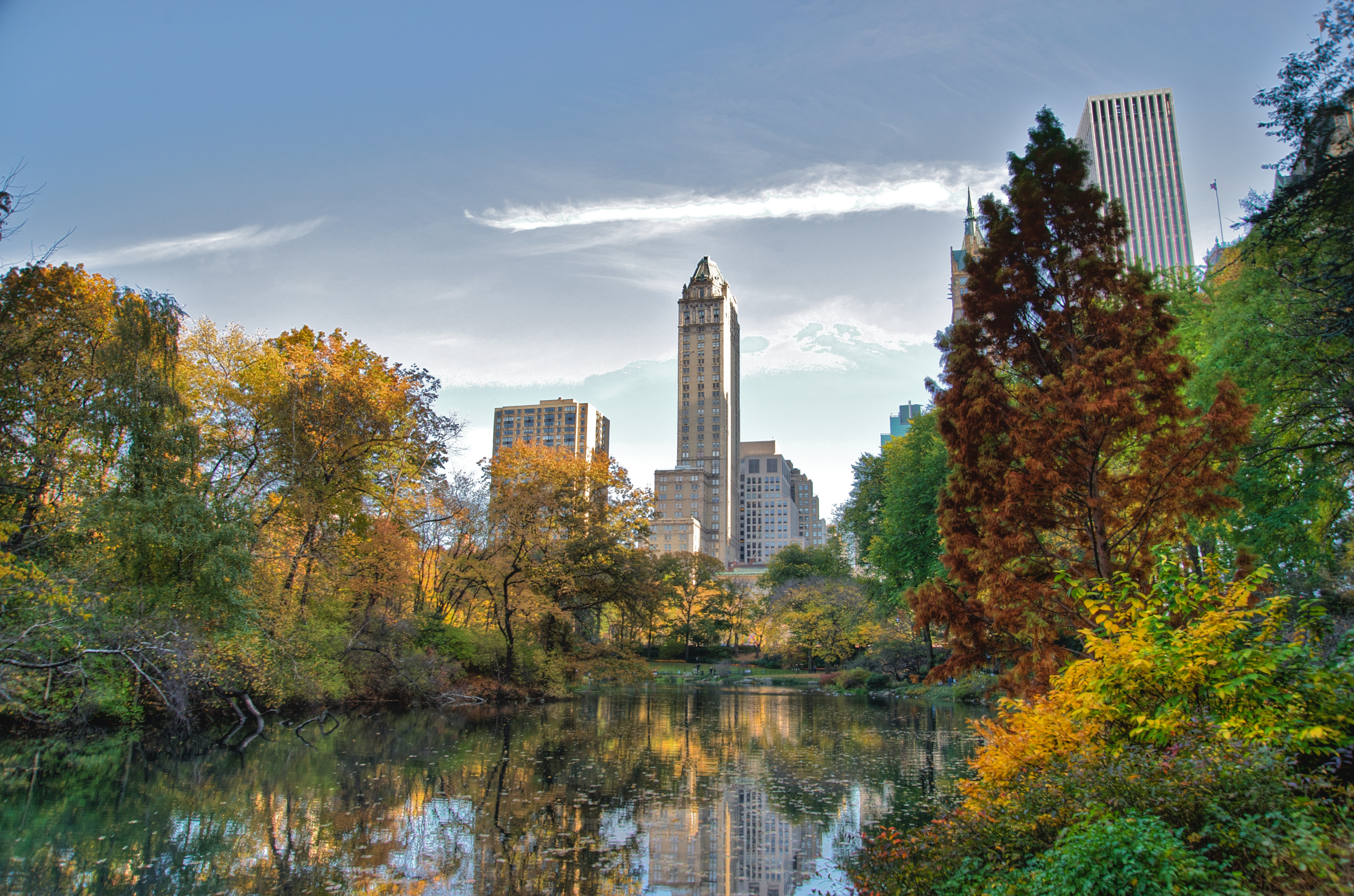
Bobby a Vonnie svou vzájemnou náklonnost projevili během procházky v Central Parku

Zlomený Bobby se tak osamocen vrací do New Yorku, kde se vypracuje v nočním klubu gangsterského bratra Bena (Corey Stoll). Z podniku se postupně stává vyhlášené místo setkávání smetánky, do něhož míří politici i mafiáni. Mladý podnikatel se jednoho večera seznamuje s rozvedenou atraktivní blondýnkou Veronicou Hayesovou (Blake Lively), s níž navazuje vztah zakončený sňatkem a potomkem.
Šťastní manželé Phil a Vonnie navštěvují klub při svém měsíčním newyorském pobytu. Bobby se však k družení nemá a bývalé lásce vyčítá, jak moc se změnila, když dospěla do stádia povrchní ženy, jejíž archetyp tak odmítala. Přesto se s Vonnie začíná scházet a opět mezi nimi přeskakuje jiskra, vrcholící líbáním během romantické procházky v Central Parku.
Poté, co je Ben popraven na elektrickém křesle za vraždu prvního stupně, stává se z Bobbyho jediný vlastník klubu. Gangsterská pověst podniku, jakožto bratrova odkazu, přitahuje stále více celebrit a popularita dosahuje výšin. Bobby se vydává do Los Angeles, aby v něm otevřel pobočku klubu. Ačkoli si slíbil opak, schází se s Vonnie v hospůdce na oběd, v níž si kdysi jako milenci rozuměli. Mladá paní sděluje, že se na krátkou chvíli vrací s mužem do New Yorku. Oba však docházejí k závěru, že dále nebudou jitřit své city a raději se v životě už nepotkají.
Několik měsíců poté, při vítání Nového roku, se nacházejí na opačných březích Ameriky. Bobby slaví v newyorském klubu, zatímco Vonnie křepčí po manželově boku na hollywoodském večírku. Přesto jsou náhle vytrženi z víru oslav, nepřítomnými pohledy zahloubáni do sebe, vzdáleni od reálných partnerů, a zdá se, že své myšlenky směřují jeden k druhému.

## Obsazení
| Jeannie Berlinová  | Rose          |
| Steve Carell       | Phill         |
| Jesse Eisenberg    | Bobby Dorfman |
| Kristen Stewartová | Vonnie        |
| Blake Lively       | Veronica      |
| Parker Poseyová    | Rad           |
| Corey Stoll        | Ben           |
| Ken Stott          | Marty         |
| Anna Campová       | Candy         |

| Paul Schneider  | Steve             |
| Sheryl Leeová   | Karen Sternová    |
| Tony Sirico     | Vito              |
| Stephen Kunken  | Leonard           |
| Sari Lennicková | Evelyn Dorfmanová |
| Max Adler       | Walt              |
| Don Stark       | Sol               |
| Gregg Binkley   | Mike              |
| Woody Allen     | vypravěč (hlas)   |

## Produkce
Do připravovaného Allenova snímku byli 9. března 2015 obsazeni Jesse Eisenberg, Bruce Willis a Kristen Stewartová. Producenty se stali Letty Aronson, Stephen Tenenbaum a Edward Walson. K hereckému týmu se 6. března 2015 připojila Blake Livelyová a v polovině července ji doplnila Parker Poseyová. Další obsazení bylo oznámeno 4. srpna 2015, včetně herců Jeannie Berlinové, Coreyho Stolla, Kena Stotta, Anny Campové, Stephena Kunkena, Sari Lennickové a také Paula Schneidera. Roli Vita získal Tony Sirico stále během srpna a v daný měsíc byl k projektu přizván také Max Adler.
Film nasnímal kameraman Vittorio Storaro. Willisovo odstoupení z projektu bylo zveřejněno 24. srpna 2015 pro střet s plánovaným divadelním představením na Broadwayi v Kingově adaptaci románu Misery. O čtyři dny později jeho postavu převzal Steve Carell. V březnu 2016 došlo k odhalení názvu komediálního dramatu Café Society.

### Natáčení
Vlastní natáčení začalo 17. srpna 2015 v Los Angeles a jeho okolí včetně Pasadeny a Los Feliz. Na newyorské lokace v Brooklynu se štáb přemístil 8. září téhož roku. Allenův 47. film v pořadí se stal jeho prvním digitálním projektem za použití kamery Sony CineAlta F65.
Počáteční rozpočet představoval 18 milionů dolarů. Následně však došlo k navýšení a konečná suma produkce dosáhla výše 30 milionů dolarů, což ze snímku učinilo nejnákladnější Allenův film k danému datu.

## Promítání
Světová premiéra Allenova 47. filmu proběhla na Festivalu v Cannes během první poloviny května 2016, když jeho projekce potřetí zahajovala festival a od diváků se dočkala kladného přijetí. O více než týden později drama otevřelo Filmový festival v Seattlu.
Ve Spojených státech bylo uvedení do kin původně naplánováno na 15. srpna 2016. Následně došlo pro vybrané kinosály k přesunu data na 12. července téhož roku a celoplošné promítání bylo spuštěno 29. července. Vedle společnosti Lions Gate Entertainment se distributorem poprvé stala studia Amazon.

## Tržby
V severní Ameriace snímek vydělal přes 11 milionů dolarů a celosvětové tržby dosáhly více než 43 milionů dolarů.
Premiéra uskutečněná 15. července 2016 v pěti amerických kinech přinesla v otevírací víkend zisk 359 289 dolarů, s průměrem 71 858 dolarů na jeden kinosál, což znamenalo rekordní částku roku 2016 v přepočtu na jedno projekční místo. Rekordní zápis později překonala komedie Don't Think Twice s hodnotou 92 835 dolarů. Celoplošná projekce, zahájená 29. července téhož roku, dosáhla prvního příjmu 2,3 milionů dolarů, což daný víkend představovalo 12. místo.